# U Thant
Maha Thray Sithu U Thant (22. ledna 1909 Pantanaw – 25. listopadu 1974 New York) byl barmský diplomat a třetí generální tajemník OSN. Vystudoval historii na univerzitě v Rangúnu. Poté působil jako učitel, novinář a překladatel. Zemřel na rakovinu plic.

## Dětství a mládí
Narodil se roku 1909 do bohaté rodiny jako nejstarší ze čtyř synů. Roku 1923 zemřel jeho otec a U Thantova rodina významně zchudla. V mládí studoval na univerzitě v Rangúnu historii. V roce 1934 se stal ředitelem školy. Kromě toho aktivně přispíval do Barmských novin a časopisů. Během druhé světové války bojoval jako partyzán proti Japonsku a po válce pokračoval v organizaci barmského antifašistického hnutí.

## Politická kariéra
V roce 1948 byl jmenován barmským premiérem a svým přítelem U Nuem ředitelem barmského rozhlasu. Krátce nato byl se stal tajemníkem vlády a tajemníkem premiéra. V roce 1957 byl zvolen jako zástupce Barmy při OSN a řešil otázku nezávislosti Alžírska.

## Generální tajemník OSN
V roce 1961 zemřel generální tajemník OSN Dag Hammarskjöld při cestě na mírové jednání do Konga. U Thant byl zvolen jeho nástupcem. Za jeho největší úspěchy je považováno ukončení Karibské krize a války v Kongu. Kromě toho řešil také Šestidenní válku, pražské jaro. Kritizoval USA i Sovětský svaz za válku ve Vietnamu, čímž si obě mocnosti znepřátelil. V další volbě odmítl kandidovat, protože vyvodil odpovědnost právě za situaci okolo vietnamské války.
Během jeho předsednictví bylo založeno několik agentur a fondů. Nejvýznamnějšími jsou UNDP, UNCTAD, UNITAR a UNEP a univerzita OSN.

## Smrt a pohřeb
U Thant zemřel 25. listopadu 1974. Vojenská junta, která se dostala k moci státním převratem vyvolaným během jeho působení v OSN odmítla, že by se jednalo o významnou osobnost a pokusila se ho pohřbít na obyčejném hřbitově. V den pohřbu horda ukradla jeho rakev a pohřbila jej na místě univerzity v Rangúnu. Zde začali studenti budovat jeho mauzoleum. Po šesti dnech na univerzitu zaútočily ozbrojené složky Barmy, postřílely desítky studentů a jeho rakev odnesly. Tou dobou protestovaly proti Barmské vládě desítky tisíc lidí v ulicích. U Thant byl nakonec pohřben nedaleko Šweitigoumské pagody.
Po jeho smrti jeho blízký přítel Šrí Činmoj založil roku 1982 U Thantovo mírové ocenění.